# 30-as évek
Évszázadok: i. e. 1. század · 1. század · 2. század
Évtizedek: i. e. 10-es évek · i. e. 1-es évek · 1-es évek · 10-es évek · 20-as évek · 30-as évek · 40-es évek · 50-es évek · 60-as évek · 70-es évek · 80-as évek
Évek: 30 · 31 · 32 · 33 · 34 · 35 · 36 · 37 · 38 · 39

## Események
- Jézus halála kb. 31-ben
- Az első keresztény egyház megalapítása Antiochiában.

## Híres személyek
- Tiberius római császár (14–37)
- Caligula római császár (37–41)
- Jézus a kereszténység egyik megalapítója
- Szent Péter Róma püspöke, az első pápa (33?- 67?)